# Быстров, Владимир Юрьевич
Влади́мир Ю́рьевич Быстро́в (24 апреля 1958, Старая Русса, Новгородская область — 7 августа 2021, Санкт-Петербург) — советский и российский философ

, переводчик, видный специалист по интегральному традиционализму.

## Биография
Родился 24 апреля 1958 г. в г. Старая Русса Новгородской области. С 1978 г. учился на философском факультете Ленинградского государственного университета (закончил по специальности «Философия» в 1984 г.). В 1990 г. защитил диссертацию на соискание ученой степени кандидата философских наук на тему «Структура и факторы творческого процесса» (научный руководитель — профессор В. Г. Пушкин), а в 2001 г. — диссертацию на соискание ученой степени доктора философских наук на тему «Традиция как социокультурный феномен» (по специальности 24.00.01 — теория и история культуры). В 2005 г. получил ученое звание профессора. С 2013 года работал на кафедре философской антропологии в Институте философии СПбГУ, которую уже возглавил в 2014 г..

## Творчество

### Основные труды
- Человек в мире традиций. Великий Новгород, 2001.
- О специфике рецепции феноменологии в русской религиозной философии // Вестник Санкт-Петербургского университета. Серия 6. Философия. Культурология. Политология. Право. Международные отношения. 2014. № 2. С. 5-14.
- Власть и насилие как проблема философской антропологии // Вопросы философии. 2015. № 10. С. 30-40.
- Рене Генон. СПб., 2016.
- Философия и журналистика: концепт событийного // Вестник Санкт-Петербургского университета. Философия и конфликтология. 2017. Т. 33. № 3. С. 266—274.
- Историко-философские проблемы в отечественной журналистике 1917—1922 годов // Вестник Санкт-Петербургского университета. Философия и конфликтология. 2017. Т. 33. № 1. С. 14-21[2].

### Переводы
Среди переведенных на русский язык авторов — Р. Генон, К. Грасе д’Орсе, Матжиои, М. Фуко, Ф. Л. Нойманн, П. Хаттон, А. Мальро, Ж. Бофре, Л. Гольдман, Ж. Бернанос, Ж. Валь, Ж. Бенда, Ж. Делёз и др.